# Улица Маресьева (Москва)
Улица Маресьева — улица в Юго-Восточном административном округе Москвы в районе Некрасовка.

## Происхождение названия
Прежнее название улицы — Ново-Преображенская. Нынешнее название получила 4 декабря 2012 года в честь Героя СССР Алексея Маресьева (1916—2001).

## Описание
Улица идёт от Рождественской улицы до Проектируемого проезда N1283А. Пересекает улицы Недорубова и Вертолётчиков.

## Транспорт

### Автобусы
722  Выхино — Улица Липчанского
855 9-й квартал Кожухова — 12-й квартал Люберецких Полей